# Arbitrárnost

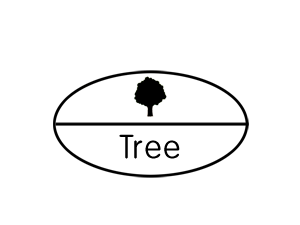
Jazykový znak vzniká arbitrárním (náhodilým) spojením dvou komponent:
označované – pojem stromu, zastoupen obrázkem
označující – slovo, například anglické tree

Výraz arbitrárnost v lingvistice označuje základní vlastnost znaku, nahodilost vztahu slova a jím označovaného jevu. V obecnějším významu má slovo arbitrární (z lat. arbiter znamená soudce, ničím neomezený rozhodčí či vládce) význam libovolný, nahodilý, příp. rozhodující, rozhodovací.
Arbitrárnost označuje, že není žádný vnitřní vztah například mezi pojmem pes (to, co si pod tímto slovem představujeme) a znakem pes (slovem vzniklým spojením hlásek nebo písmen „p + e + s“). České slovo pes je v podstatě náhodně přiřazeno právě nejstaršímu domestikovanému zvířeti, nijak nesouvisí s jeho vlastnostmi. Stejně arbitrárně jsou mu v dalších jazycích přiřazeny slova dog, Hund, chien, собака atd. Jen omezenou výjimku tvoří onomatopoická (zvukomalebná) slova, nápodoba určitých zvuků je jen přibližná a zvykově daná v konkrétním jazyce (viz české hafhaf, fr. ouaoua a něm. wauwau).
Autorem pojmu arbitrárnost je zakladatelská osobnost moderní lingvistiky, Ferdinand de Saussure (Kurs obecné lingvistiky, franc. Cours de linguistique générale). De Saussure navrhl používat pro pojem termín označované (signifié) a pro slovo, přesněji „akustický obraz“ termín označující (signifiant). Obě tyto složky dohromady tvoří jazykový znak a obě jsou psychologického, nikoli fyzického charakteru. Označující, smyslově přijímaný akustický obraz je možné si například i přeříkat v duchu, teprve jeho artikulováním v podobě fonémů (hlásek) vzniká fyzický zvuk. Ani označované není konkrétní věc, ale naše představa, kterou máme s odpovídajícím slovem spojenou. Obě komponenty jsou asociativně spojené, jedna vyvolává druhou. Z toho plyne i de Saussurova definice znaku, protože pokud například slovo pes nazýváme znakem, je to jen proto, že v sobě to slovo nese pojem „psa".
Vlastnost arbitrárnosti je užitečné mít na paměti např. při vyučování cizích jazyků i v jazyce vlastním, např. slovo Freier [frajer] má v němčině jiný význam než v češtině; frazeologismus „mít kliku“ nesouvisí s klikou jako předmětem, ale vznikl z německého das Glück (štěstí).